# Zwartbuikagoeti
De zwartbuikagoeti (Dasyprocta prymnolopha) is een zoogdier uit de familie van de agoeti's en acouchy's (Dasyproctidae). De wetenschappelijke naam van de soort werd voor het eerst geldig gepubliceerd door Wagler in 1831.

## Voorkomen
De soort komt voor in Brazilië.